# Karl-Erik Andersson
Karl-Erik "Cacka" Andersson (16 gennaio 1927 – 16 agosto 2005) è stato un calciatore svedese, di ruolo difensore.e anche giocatore di bandy e giocatore di hockey sul ghiaccio. Ha collezionato 174 presenze nell'Allsvenskan con il Djurgårdens IF e ha segnato tre gol. Fece anche parte della squadra svedese alle Olimpiadi estive del 1952, ma non giocò in nessuna partita.[5]

## Carriera
Con la Nazionale svedese ha preso parte ai Giochi Olimpici del 1952, anche se non ha giocato nessuna partita nel torneo.